# Rivière Saint-Louis (vattendrag i Kanada, Québec, lat 46,43, long -72,98)
Rivière Saint-Louis är ett vattendrag i Kanada.   Det ligger i provinsen Québec, i den sydöstra delen av landet, 240 km nordost om huvudstaden Ottawa.
Omgivningarna runt Rivière Saint-Louis är en mosaik av jordbruksmark och naturlig växtlighet. Runt Rivière Saint-Louis är det glesbefolkat, med 12 invånare per kvadratkilometer.